# Amberley Museum Railway
| Amberley Museum Railway                    | Amberley Museum Railway |
| ------------------------------------------ | ----------------------- |
| Dampflok Polar Bear                        |                         |
| Streckenverlauf im Amberley Working Museum |                         |
| Streckenlänge:                             | 0,5 km                  |
| Spurweite:                                 | 610 mm (2-Fuß-Spur)     |
|                                            |                         |

Die Amberley Museum and Heritage Centre Railway ist eine Museums-Schmalspurbahn mit einer Spurweite von 610 mm (2 Fuß) im Amberley Museum & Heritage Centre in Amberley in der südenglischen Grafschaft West Sussex.

## Geschichte

### Frühere Nutzung
Auf dem Gelände war früher der Kalk-Steinbruch von Pepper & Sons. Dort gab es ein normalspuriges Industriegleis, das am Bahnhof Amberley von der London, Brighton & South Coast Railway abzweigte. Der Steinbruch hatte mehrere Lokomotiven, z. B. Marshall and Aveling & Porter-Dampfloks und eine Hibberd-Planet-Benzinlok. Nachdem der Steinbruch stillgelegt worden war, wurden die Gleise verschrottet.

### Anfangszeit

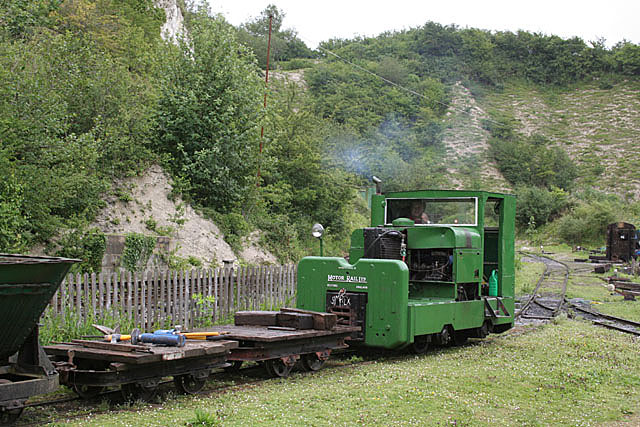
Feldbahn mit Simplex-Diesellok

Das Museum eröffnete in den späten 1970er Jahren. Die erste Lok war 1980 eine Hibberd Simplex Diesellok der City of Chichester Sewage Works in Apuldram. 1982 stiftete die in der Nähe gelegene Firma Thakeham Tiles ihre komplette Eisenbahn, einschließlich Hudson-Hunslet-Dampfloks, mehreren Loren und Schienen, weil ein neues Förderband in der Fabrik installiert worden war. Die Stiftung erfolgte unter der Voraussetzung, dass das gesamte Eisenbahnmaterial an einem einzigen Wochenende abtransportiert würde, was auch geschah.
1982 wurde die komplette Sammlung des Brockham Museums in Surrey erworben, das kurz zuvor geschlossen worden war. Dadurch wurde es möglich, Personenverkehr auf der Museumseisenbahn anzubieten.

### Brockham-Sammlung
Das Brockham-Museum wurde 1960 gegründet, als die Dorking Greystone Lime Co. in Betchworth, Surrey den Eisenbahnbetrieb einstellte und deren Geschäftsführer Major Taylerson die Fletcher-Jennings-Lok ‚Townsend Hook‘ mit einer Spurweite von 972 mm (3 Fuß 2¼ Zoll) an die London Area Group der Narrow Gauge Railway Society verkaufte, die sie anfangs auf der Bluebell Railway und ab 1962 in einem Steinbruch in Brockham ausstellte.

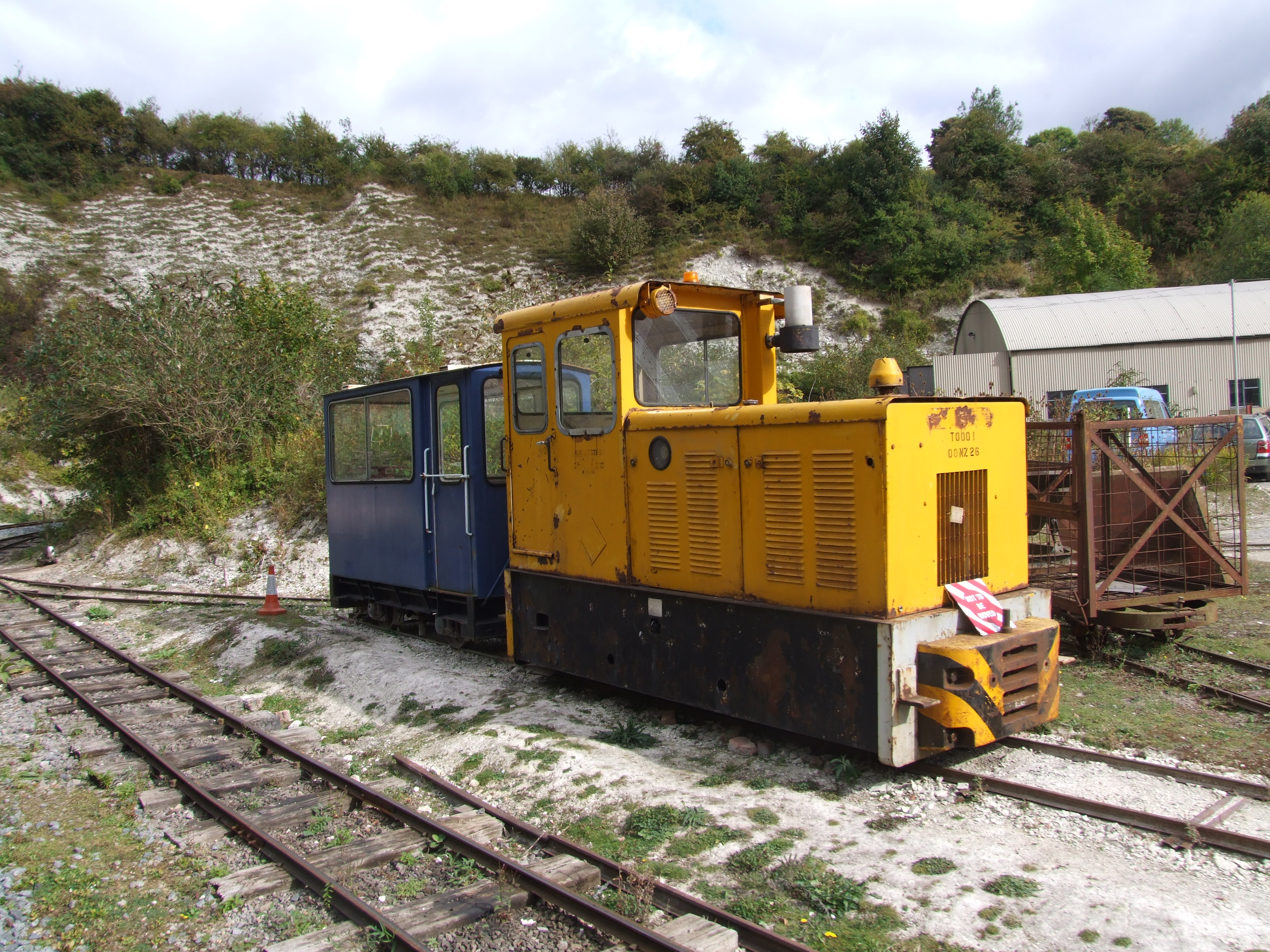
Diesellok im Kalksteinbruch

Die beiden Orenstein-&-Koppel-Dieselloks aus Betchworth wurden 1962 erworben: Nr. 6 ‚Monty‘ und Nr. 7, die zu Ehren von Major Taylerson in ‚The Major‘ umbenannt wurde.
Der Brockham Museum Trust war unabhängig von der Narrow Gauge Railway Society, die bis in die frühen 2000er Jahre die Lokomotiven ‚Townsend Hook‘ und ‚Peter‘ (Bagnall Nr. 2067) besaß.
1967 wurde das heutige Flaggschiff des Museums erworben, die 1905 gebaute Bagnall 2-4-0T Nr. 1781 ‚Polar Bear‘ der Groudle Glen Railway. Es wir berichtet, dass der Brockham Trust sowohl ‚Polar Bear‘ als auch die Schwesterlok ‚Sea Lion‘ mit allen Wagen für 50 £ angeboten bekommen hatte, aber zu diesem Zeitpunkt diesen Betrag nicht aufbringen konnte und stattdessen nur ‚Polar Bear‘ und zwei Wagen zusammen mit vielen Ersatzteilen der ‚Sea Lion‘ erwarb, die 1939 außer Betrieb genommen worden war, um ‚Polar Bear‘ am Laufen zu halten.

### Personenverkehr

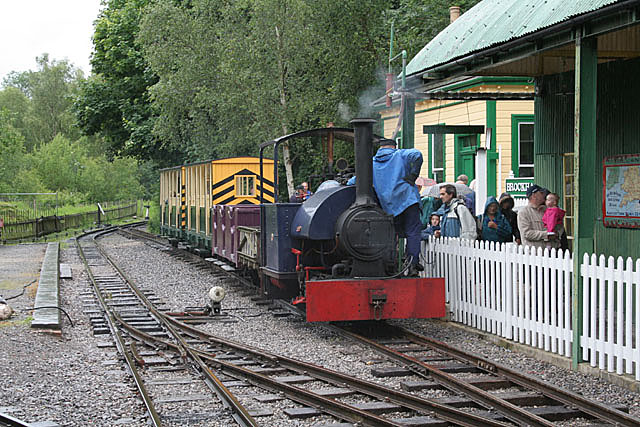
Personenverkehr mit Dampflok

Die Schmalspurbahngleise wurden von 1982 bis 1984 verlegt. Der Personenverkehr wurde mit der Dampflok ‚Polar Bear‘ und den Hudson-Hunslet-Dieselloks ‚Nr. 3097‘ und ‚Blue Star‘ aufgenommen, bis der Motor Rail-Simplex-60S-Prototyp ‚Nr. 11001‘ erworben wurde. Mitte der 1980er Jahre nahm die 0-4-0WT-Decauville-Dampflok ‚Barbouilleur‘ ihren Betrieb auf. 1993 kam ‚Peter‘ hinzu. ‚Townsend Hook‘ musste 1995 außer Betrieb genommen werden, weil er sich am Eastleigh College nicht reparieren ließ.

### Erweiterung
In den 2000er Jahren wurde die Sammlung erheblich erweitert: Eine durch Lotterie-Gelder teilfinanzierte Ausstellungshalle wurde 2003 eröffnet und eine neue Remise für die Personen-Dampfzüge und Akkuloks im Jahr in 2005.
Die 4-6-0PT-Baldwin-Brigadelok Nr. 778 ‚Lion‘ wurde an die Leighton Buzzard Railway veräußert, weil sie für die engen Radien in Amberley zu groß war. Die 0-4-0ST-Bagnall-Dampflok Nr. 2091 ‚Wendy‘ wurde 2006 vom Hampshire Narrow Gauge Trust erworben.
Das Gleis wurde 2007 bis zum neu errichteten Bahnhof Cragside verlängert. 2008 wurde die dieselhydraulische Hunslet-Lok ‚No. 12‘ mit der Hersteller-Seriennummer 8969 wieder in Betrieb genommen. 2009 wurde 0-4-0ST Steinbruch-Hunslet Nr. 542 ‚Cloister‘ von der Hampshire Narrow Gauge Railway Society erworben, wo sie bis in den Sommer 2012 verblieb.

### Heutige Nutzung

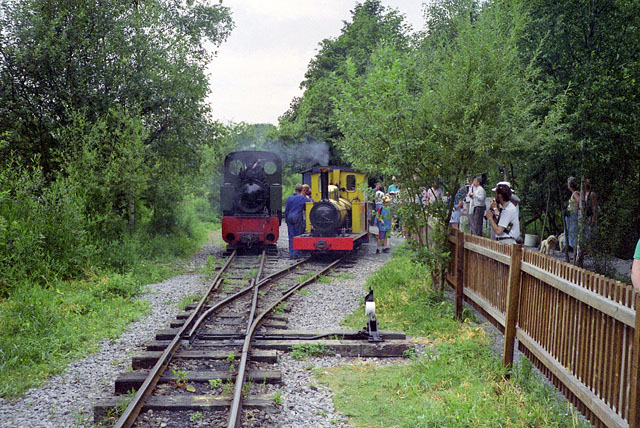
Gala-Wochenende am Bahnhof Brockham, 1993

Das Gala-Wochenende wird jeweils am zweiten Wochenende im Juli veranstaltet. Die Industrial Trains Days finden normalerweise im April und Oktober statt.

## Schienenfahrzeuge
Der Fahrzeugpark besteht aus einer Mischung von Dampf-, Diesel- und Akkulokomotiven sowie verschiedenen Loren und Wagen mit einer Spurweite 457 mm (18 Zoll) bis 1600 mm (5 Fuß 3 Zoll).
Es gibt 45 Lokomotiven, davon 8 mit Dampf, 29 mit Verbrennungsmotoren und 4 mit Batterien betriebene sowie 80 Wagen. Die Fahrzeuge stammen im Wesentlichen aus der Brockham-Sammlung, die 1982 nach Amberley verlagert wurde. Die Schienenfahrzeuge der Dorking Greystone Lime Company und der Groudle Glen Railway auf der Isle of Man sind ein Spezialgebiet der Sammlung.
Von den acht Dampfloks sind zwei betriebsbereit und drei werden generalüberholt.
| Name          | Seriennummer | Typ     | Spurweite                              | Hersteller        | Baujahr | Frühere Nutzung                             | Status                                                  | Bemerkungen | Bild |
| ------------- | ------------ | ------- | -------------------------------------- | ----------------- | ------- | ------------------------------------------- | ------------------------------------------------------- | --- | ---- |
| Polar Bear    | 1781         | 2-4-0T  | 610 mm (2 Fuß)                         | W.G. Bagnall      | 1905    | Groudle Glen Railway                        | betriebsbereit (Mai 2015)                               | Nächste Kesselprüfung: 2023. Druckluftbremse. |      |
| Peter         | 2067         | 0-4-0ST | 610 mm (2 Fuß) 914 mm (3 Fuß) bis 1919 | W.G. Bagnall      | 1917    | Cliffe Hill Quarry Co.                      | betriebsbereit (Mai 2015)                               | Nächste Kesselprüfung: 2019. Druckluftbremse. |      |
| Barbouilleur  | 1126         | 0-4-0WT | 600 mm 610 mm (2 Fuß) Nennspurweite    | Decauville        | 1947    | L’enterprise Gagneraud                      | statische Ausstellung                                   | Im Privatbesitz. Soll generalüberholt werden. Druckluftbremse. |      |
| Scaldwell     | 1316         | 0-6-0ST | 914 mm (3 Fuß)                         | Peckett           | 1913    | Scaldwell Ironstone Quarries, Northants     | Soll kosmetisch restauriert werden                      | |      |
| Townsend Hook | 172L         | 0-4-0T  | 972 mm (3 Fuß 2¼ Zoll)                 | Fletcher Jennings | 1880    | Dorking Greystone & Lime Co Ltd, Betchworth | 2010 begann eine optische Aufarbeitung der Einzelteile. | Kam 1960 in den Besitz der Narrow Gauge Railway Society, die sie der Bluebell Railway übertrug. Sie erhielt die Nr. 4. 1982 dem Amberley Museum übertragen, stand bis 1995 im Freien und wurde zur Aufarbeitung zerlegt. |      |
| 23            | 23L          | 0-4-0T  | 559 mm (1 Fuß 10 Zoll)                 | Wm. Spence        | 1920    | Guinness-Brauerei, Dublin                   | Statische Ausstellung                                   | |      |

## Film und Fernsehen

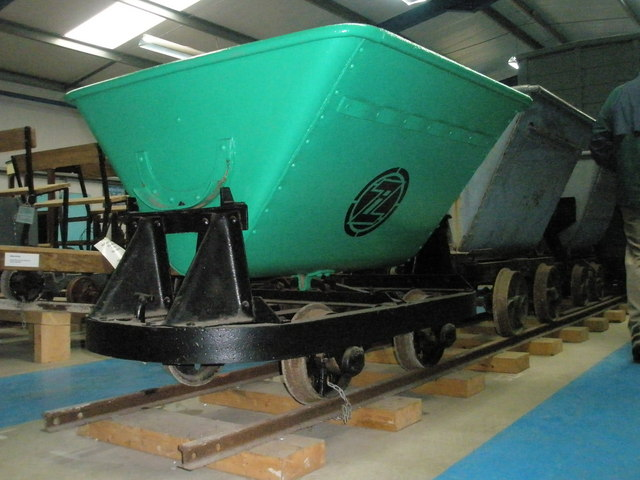
Kipploren mit Zorin-Logo

Die Schmalspurbahn wurde 1985 bei den Dreharbeiten des Films James Bond 007 – Im Angesicht des Todes eingesetzt, wobei der Lagertunnel als Mineneingang verwendet wurde. Die Lokomotiven ‚HE3097‘ und ‚Blue Star‘ sowie einige Wagen wurden anschließend in die Pinewood Studios gebracht, um Innenaufnahmen im Bergwerkstollen zu drehen. Viele der Kipploren haben heute noch die ‚Zorin-grüne‘ Farbgebung.
2010 wurden vier der Hudson-Flachwagen in den Pinewood Studios für den Film Captain America: The First Avenger eingesetzt.